# غلافيرا أليموفا
كانت غلافيرا إيفانوفنا أليموفا (1758 – 1826) كانت وصيفة روسية وعازفة على الهارب في الإمبراطورية الروسية.
تعتبر غلافيرا أليموفا واحدة من أفضل عازفي القيثارة في عصرها. حصلت على وسام سانت كاترين من الإمبراطورة كاثرين.